# 信和置業
信和置業有限公司（英語：Sino Land Company Limited；港交所：0083、OTCBB：SNLAY
）是一家在香港交易所上市的地產公司。主要業務是物業租賃，物業銷售，酒店經營，管理服務，股票投資及買賣，與財務。公司在香港註冊，董事局主席黃志祥為新加坡遠東機構主席黃廷芳家族成員。根據信和官方網頁指出，亞洲最大飲料生產商之一楊協成亦是信和置業的姊妹公司。 

## 歷史
2017年9月7日信和置業及尖沙咀置業聯合公布旗下附屬信和置業中國投資集團以87.675億元人民幣（約105.1億港元）現金出售兩幅位於中國四川省成都市成華區御風二路9號宗地之住宅、商業及酒店發展項目，地盤面積共約244,359.3平方米，面積約1,330萬平方呎，項目名為信和‧御龍山的80%股權予深圳華僑城股份有限公司附屬群陞發展，交易完成後，信置將持有信和置業（成都）餘下20%股權。
2017年5月26日，港鐵公司公佈，由信和置業、嘉華國際及中國海外發展各佔33.33%股份的宏鍵有限公司以83.3億元，即每呎樓面地價6735元投得西鐵錦上路站1期項目，項目地皮面積約448,719平方呎，可建樓面面積達1,236,741平方呎，項目將分二期發展期提供2113個住宅單位，第—及第二期住宅單位數目分別約有1423個及690個，預期於2021至24年取得「入伙紙」及「滿意紙」
2017年11月15日信和置業（佔22.5%權益），會德豐地產（佔22.5%權益），世茂房地產（佔22.5%權益）、嘉華國際（佔22.5%權益）及爪哇控股（佔10%權益）合組的財團天基置業有限公司以172.88億元奪得長沙灣興華街西對出的新九龍內地段第6549號的用地 地盤面積約為208262平方呎，以最高可建樓面約987812平方呎計算，每呎樓面地價約17501元，成為香港「地王之王」。
2017年12月5日嘉里建設及信和置業各佔50%股權的合資公司High Crown Holdings Limited，以補地價約52.1億元，以項目可建樓面面積約49.3萬方呎計算，每方呎樓面補地價約10,576元成功投得港鐵黃竹坑站第二期發展項目
2017年12月15日中華電力公布，將於信和置業 共同發展，位於何文田亞皆老街139至147號中華電力總辦事處重建項目，地盤面積約6.1萬方呎，住用樓面309707平方呎，獲批建3幢25層高（連5層平台）的住宅樓宇，提供175伙，最底5層為會設會所、大堂及停車場等設施。該項目以暗標形式招標，估值料超過100億，並會保留鐘樓建築作保育用途。
2017年12月18日市建局公佈信和置業有限公司及莊士機構組成的財團－泰康發展有限公司，合作發展旺角新填地街╱山東街項目，地盤面積14961平方呎。項目完成後，預計可提供112204平方呎住宅樓面面積（約304個住宅單位），以及約2,085平方米商業樓面面積。
2018年4月6日中華電力總辦事處重建項目重建計劃，完成20.2099億元補地價，每平方呎樓面地價約6,525元
2018年5月8日港鐵公司公佈信和置業和資本策略地產各佔80%和20%股份的的騰洋有限公司成功投得油塘通風樓住宅發展項目，項目地盤面積4.34萬方呎，可建樓面32.53萬方呎，補地價15.1499億元，每方呎補地價約4,657元，固定分紅比例為25%，中標財團需負責拆卸現有的政府抽水站、重建一道公共行人路及斜坡工程，項目可興建一幢樓宇,提供約500個住宅單位，預期2025年落成
2018年12月5日地政總署公布信和置業以2.03889億港元，每方呎樓面地價約17604港元投得大嶼山長沙嶼南道用地屬於丈量約份第332約地段第765號，屬於嶼南道43及44號，鄰近大嶼山南分區警署，地盤面積約28977方呎，可建樓面面積上限約11582方呎，建築物限建最多兩層
2019年4月25日：信和置業40%權益、嘉華國際30%權益及招商局置地30%權益合組公司Sky Castle Limited成功投得將軍澳日出康城第十—期住宅發展項目，項目可建住宅樓面95.65萬方呎，可建單位最多1850伙，補地價金額為30.549億元，折合每方呎補價3194元，固定分紅比例為20%，預計於2025年6月30日前落成
2019年10月28日嘉里建設50%權益、太古地產25%權益及信和置業25%權益合組財團WCH Property Development Company Limited 以固定分紅比率25%，補地價67.5774億港元成功投得黃竹坑站第4期純住宅項目，以可建樓面面積638305平方呎計，每平方呎補地價10587元，由2幢住宅樓宇組成，共提供800伙中大型單位，預計2025年落成。
2022年10月27日信和置業及招商局置地合組公司富利恒有限公司成功投得市區重建局土瓜灣榮光街/崇安街發展項目，項目可建住宅樓面27.9萬方呎，可建單位560伙，投標金額23.88億元，折合每方呎8571元，項目內的商業部分，落成後由市建局及財團共同持有和管理，市建局將擁有當中三成的權益

## 業績
- 2004年，資產淨值為31,693,778,041港元，純利為1,408,826,625港元。
- 2008年，資產淨值為58,723,254,486港元，純利為7,720,997,490港元。

其股價成長亦相當驚人，2004年底~2005年初，其股價尚未滿10港元，至07年底已高達27港元，可見其經營績效。
如今(2014年2月股價又回落10塊多，和公司績效關係不大。）

## 外部連結
- 信和集團 （页面存档备份，存于）
- 信和置業，2014年年報 （页面存档备份，存于）
- 信和置業，2013年年報 （页面存档备份，存于）
- 信和置業，2008年年報
- 信和置業，2007年年報
- 信和置業，2006年年報
- 信和置業，2005年年報
- 信和置業，2004年年報
- 信和置業，2003年年報
- 信和置業，2002年年報
- 信和置業，2001年年報
- 信和置業，2000年年報
- 信和置業，1999年年報[永久]